# خسرج بيت غاشم (كرخة)
خسرج بيت غاشم (بالفارسية: خسرج بیت‌قشم) هي قرية تقع في إيران في قسم كرخة الريفي. يقدر عدد سكانها بـ 26 نسمة .